# 荒井鎌吉
荒井 鎌吉（あらい かまきち、生没年不詳）は、江戸時代末期（幕末）から明治時代にかけての人物。町人、料理人。名字を「坂田」と伝えるものもある。

## 経歴
江戸の下谷広小路（現在の上野広小路駅北側）の料亭・鳥八十（とりやそ）で、板前として働く。
鳥八十は当時の江戸の料亭番付にも名が載る高級料亭で、榎本武揚や伊庭八郎たちが贔屓としていた。万延元年（1860年）には鳥八十で丙辰丸の盟約が行われ、明治時代には榎本武揚が足繁く通い、高級官僚の談合が頻繁に行われていた。
ある時、常連客だった伊庭八郎と意気投合し弟子となり、伊庭の実家である下谷御徒町の剣術道場で心形刀流を学ぶ。
慶応4年（1868年）、戊辰戦争が勃発すると、旧幕府軍遊撃隊の伊庭八郎の従者として箱根戦争（箱根山崎の戦い）に従軍。8月、榎本武揚率いる旧幕府軍艦隊に合流、伊庭・本山小太郎・中根淑たちと共に仙台を目指すが、乗船していた美賀保丸が銚子沖で遭難。伊庭が横浜で潜伏生活に入ったため、江戸に戻るが、11月に伊庭が蝦夷地に向かったという話を知り、後を追う。
明治2年4月20日（1869年5月31日）、箱館戦争の木古内の戦いで伊庭が重傷を負った日に箱館に到着。伊庭は五稜郭に収容されたため、彼の看護に専念する。5月、伊庭の死を見届けた後、彼の遺品を預かり、伊庭家の菩提寺の貞源寺へ届ける。
明治32年（1899年）9月10日、上野東照宮で行われた『旧幕府』史談会「伊庭八郎を偲ぶ会」に伊庭想太郎に伴われて出席、戊辰戦争の談話を語る。その後の消息は不明。

## 後裔による口伝
鎌吉から曾孫にあたる口伝によると、「幕末、料理人だった鎌吉は榎本武揚（ぶようと呼称）が率いる艦隊に乗船し北海道へ上陸。戦いの後は江戸には戻らず静岡に住み、暫くすると東京へ戻りお店を開業した。」と伝わる。
戸籍上（祖父の長兄にあたる）によると、鎌吉は明治36年（1903年）11月25日に死去とされ（本人の戸籍は震災により焼失し生年不明）、墓は浅草の寺院にあるとされる。

## 登場作品
- 子母澤寛の作品群では「八十吉（本名は藤吉）」という名前で登場する。小説『行きゆきて峠あり』によると、明治20年（1887年）時点で55歳、大正時代の初めまで長生きしたと伝える。
- 『幕末遊撃隊』（池波正太郎） - 伊庭八郎が主人公の小説。鎌吉が重要な役割を担う。
- 『MUJIN-無尽-』（岡田屋鉄蔵） - 鎌吉を語り手とした伊庭八郎の一代記。